# Voorstag

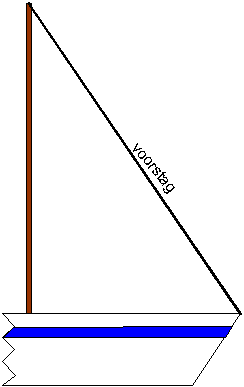
Voorstag

Het voorstag is een van de onderdelen van de verstaging van de mast met als doel het overeind houden van de mast.
Het voorstag is de stag die loopt van de punt van de boot (de boeg) naar een punt boven in de mast, of, bij een modern 7/8 getuigd schip, naar een punt op 85% van de lengte van de mast. Het voorstag loopt altijd van de boeg naar de voorste mast, op klassieke dwarsgetuigde meermast schepen dus naar de fokkemast. Het voorstag wordt enkel uitgevoerd, dit in tegenstelling tot de zijstagen of het want, waar de krachten over meerdere stagen verdeeld (kunnen) worden.
Op het voorstag komt veel kracht te staan. Op moderne schepen wordt het voorstag in het algemeen in draad van roestvrij staal uitgevoerd. Vroeger werd het stag net als al het touwwerk in hennepvezel uitgevoerd, uit documentatie over de bouw van schepen in de VOC-tijd blijkt dat deze lijnen een grote diameter hadden. Bij de bouw van de replica van de Oost-Indiëvaarder Batavia kwam men na onderzoek uit op een doorsnede van het voorstag van 11 centimeter.